# Championnat d'Albanie de football 1961
Navigation
Championnat d'Albanie 1960 Championnat d'Albanie 1962-63
Le Championnat d'Albanie de football de Kategoria Superiore 1961 est la 22e édition de ce championnat.

## Classement
| Rang | Équipe            | Pts | J  | G  | N | P  | Bp | Bc | Diff |
| ---- | ----------------- | --- | -- | -- | - | -- | -- | -- | ---- |
| 1    | Partizan Tirana   | 30  | 18 | 14 | 2 | 2  | 46 | 13 | +33  |
| 2    | Dinamo Tirana     | 30  | 18 | 14 | 2 | 2  | 41 | 12 | +29  |
| 3    | 17 Nëntori Tirana | 23  | 18 | 9  | 5 | 4  | 27 | 18 | +9   |
| 4    | Labinoti Elbasan  | 18  | 18 | 8  | 2 | 8  | 23 | 26 | -3   |
| 5    | Flamurtari Vlorë  | 16  | 18 | 5  | 6 | 7  | 21 | 26 | -5   |
| 6    | Skënderbeu Korçë  | 15  | 18 | 6  | 3 | 9  | 24 | 26 | -2   |
| 7    | Besa Kavajë       | 15  | 18 | 6  | 3 | 9  | 17 | 24 | -7   |
| 8    | Traktori Lushnja  | 12  | 18 | 3  | 6 | 9  | 16 | 26 | -10  |
| 9    | Vllaznia Shkodër  | 11  | 18 | 4  | 3 | 11 | 10 | 26 | -16  |
| 10   | Tomori Berat      | 10  | 18 | 3  | 4 | 11 | 15 | 43 | -28  |

|  | Play-offs pour la finale |
|  | Relégué                  |

## Finale
| 1961 | Partizan Tirana | 1-1 aet / 1-0 | Dinamo Tirana |  |  |
|      |                 |               |               |  |  |

## Bilan de la saison
| Tableau d'Honneur                 |                 |
| Compétition                       | Vainqueur       |
| Championnat d'Albanie de football | Partizan Tirana |
| Coupe d'Albanie de football       | Partizan Tirana |

| Promotions et relégations     |                                   |
| Relégués en First Division    | aucun                             |
| Promus en Kategoria Superiore | Korabi Peshkopi Lokomotiva Durrës |